# Рамазани, Ларжи
Ларжи́ Рамазани́ (фр. Largie Ramazani; родился 27 февраля 2001, Беркем-Сент-Агат) — бельгийский футболист, вингер английского клуба «Лидс Юнайтед». Воспитанник футбольной академии «Манчестер Юнайтед».

## Клубная карьера
Выступал за футбольные академии бельгийского «Андерлехта» и английского «Чарльтон Атлетик». В 2017 году стал игроком футбольной академии «Манчестер Юнайтед». В 2018 году подписал свой первый профессиональный контракт с клубом.
В основном составе «Манчестер Юнайтед» дебютировал 28 ноября 2019 года в матче группового этапа Лиги Европы против «Астаны».
24 августа 2020 года в качестве свободного агента подписал контракт с испанским клубом «Альмерия».
22 августа 2024 года перешёл в английский клуб «Лидс Юнайтед».

## Карьера в сборной
Выступал за сборные Бельгии до 17 и до 18 лет. В мае 2018 года Рамазани в составе сборной Бельгии до 17 лет сыграл на чемпионате Европы, который прошёл в Англии.

## Личная жизнь
Родился в Бельгии в семье выходцев из Бурунди. Его старший брат, Диаман Рамазани, также является профессиональным футболистом и выступает за национальную сборную Бурунди.

## Достижения
«Лидс Юнайтед»
- Победитель Чемпионшипа Английской футбольной лиги: 2024/25